# Krzysztof Prokop
Krzysztof Prokop (ur. 1975) – polski prawnik, doktor habilitowany nauk prawnych. Specjalista w zakresie prawa konstytucyjnego. 

## Życiorys
W 2003 na podstawie napisanej pod kierunkiem Eugeniusza Zwierzchowskiego rozprawy pt. Stany nadzwyczajne w Konstytucji RP z dnia 1997 r. otrzymał na Wydziale Prawa Uniwersytetu w Białymstoku stopień naukowy doktora nauk prawnych w zakresie prawa. Tam też na podstawie dorobku naukowego oraz rozprawy pt. Modele stanu nadzwyczajnego uzyskał w 2013 stopień doktora habilitowanego nauk prawnych w zakresie prawa, specjalność: prawo konstytucyjne. Był adiunktem na tym wydziale. W latach 2017–2018 był prorektorem Państwowej Wyższej Szkoły Informatyki i Przedsiębiorczości w Łomży. Od 1 października 2018 r. profesor Uniwersytetu w Siedlcach. 